# José Muguerza
José Muguerza (* 15. September 1911 in Bilbao; † 23. Oktober 1980 in Mexiko-Stadt) war ein spanischer Fußballspieler, der meistens im defensiven  Mittelfeld agierte und nach seiner aktiven Karriere als Trainer tätig war.

## Leben

### Athletic Bilbao
Der gebürtige Baske spielte während der kompletten ersten Epoche der spanischen Primera División (von ihrer Einführung 1928 bis zum Ausbruch des Spanischen Bürgerkriegs 1936) für seinen Heimatverein Athletic Bilbao, mit dem er in diesen acht Jahren je viermal spanischer Meister und Pokalsieger wurde.
Sein Erstligadebüt gab Muguerza in einem am 28. April 1929 ausgetragenen baskischen Derby gegen San Sebastián, das von seiner Mannschaft mit 4:2 gewonnen wurde.

### Nationalmannschaft
Bereits am 14. Juni 1930 kam der talentierte Defensivspieler zu seinem ersten Länderspieleinsatz, als die spanische Fußballnationalmannschaft der tschechoslowakischen Auswahl in Prag mit 0:2 unterlag.
Höhepunkt seiner Länderspielkarriere war die Teilnahme an der Fußball-Weltmeisterschaft 1934, bei der Muguerza alle drei Spiele Spaniens bestritt und nur knapp am Gastgeber und späteren Weltmeister Italien scheiterte.
Sein letzter Länderspieleinsatz fand am 3. Mai 1936 in Bern beim 2:0-Sieg Spaniens über die Schweiz statt.

### Mexiko
Der sein Heimatland überziehende Bürgerkrieg brachte den Fußball für drei Jahre zum Erliegen und so schloss Muguerza sich der baskischen Auswahlmannschaft an, die 1937 eine Reise nach Mexiko unternahm und in der Saison 1938/39 unter der Bezeichnung Euzkadi am Spielbetrieb der mexikanischen Liga teilnahm.
Anschließend spielte er für den in Mexiko-Stadt beheimateten Real Club España, mit dem er zweimal die mexikanische Meisterschaft gewann.
Im Gegensatz zu vielen anderen seiner Landsleute, die irgendwann nach dem Ende des Bürgerkriegs in ihre Heimat zurückgekehrt sind, blieb Muguerza für den Rest seines Lebens in Mexiko, wo er unter anderem den CF Monterrey bei seiner Rückkehr in die zweite mexikanische Fußballliga 1952/53 trainierte und am 23. Oktober 1980 im Alter von 69 Jahren verstarb.

## Erfolge
- Spanischer Meister: 1929/30, 1930/31, 1933/34, 1935/36
- Spanischer Pokalsieger: 1930, 1931, 1932, 1933
- Mexikanischer Meister: 1939/40, 1941/42